# MXRA7
MXRA7 (англ. Matrix remodeling associated 7) – білок, який кодується однойменним геном, розташованим у людей на 17-й хромосомі. Довжина поліпептидного ланцюга білка становить 204 амінокислот, а молекулярна маса — 21 466.
| 10         |  | 20         |  | 30         |  | 40         |  | 50         |
| ---------- |  | ---------- |  | ---------- |  | ---------- |  | ---------- |
| MEAPAELLAA |  | LPALATALAL |  | LLAWLLVRRG |  | AAASPEPARA |  | PPEPAPPAEA |
| TGAPAPSRPC |  | APEPAASPAG |  | PEEPGEPAGL |  | GELGEPAGPG |  | EPEGPGDPAA |
| APAEAEEQAV |  | EARQEEEQDL |  | DGEKGPSSEG |  | PEEEDGEGFS |  | FKYSPGKLRG |
| NQYKKMMTKE |  | ELEEEQRVQK |  | EQLAAIFKLM |  | KDNKETFGEM |  | SDGDVQEQLR |
| LYDM       |  |            |  |            |  |            |  |            |

A: Аланін

C: Цистеїн

D: Аспарагінова кислота

E: Глутамінова кислота

F: Фенілаланін

G: Гліцин

I: Ізолейцин

K: Лізин

L: Лейцин

M: Метіонін

N: Аспарагін

P: Пролін

Q: Глутамін

R: Аргінін

S: Серин

T: Треонін

V: Валін

W: Триптофан

Кодований геном білок за функцією належить до фосфопротеїнів. 
Задіяний у такому біологічному процесі, як альтернативний сплайсинг. 
Локалізований у мембрані.